# Флаг Италии
Флаг Ита́лии (итал. Bandiera d'Italia) — один из государственных символов Итальянской Республики. Представляет собой прямоугольное полотнище, состоящее из трёх вертикальных равновеликих полос: зелёной у древкового края, белой — в середине, и красной — у свободного края полотнища. Отношение ширины флага к его длине — 2:3.

## История
Вплоть до 60-х годов XIX века Италия состояла из множества раздробленных государств, и у каждого из этих государств был собственный флаг и герб. Современный итальянский флаг был разработан при Наполеоне, во времена присоединения итальянских государств к Первой Французской империи, и был приближен к дизайну революционного флага Франции. За основу были взяты геральдические цвета Милана (крест Амвросия Медиоланского), белый и красный, а также зелёный — цвет формы местной полиции. Утверждён как флаг Циспаданской республики 9 декабря 1797 года. Впоследствии эти же цвета использовались во флаге Цизальпинской республики, Итальянской наполеоновской республики, наполеоновского королевства Италия. Однако в двух последних случаях рисунок флагов отличался от французского. В первом случае — красное полотнище с белым ромбом с зелёным прямоугольником в нём, во втором — красное полотнище с белым ромбом с зелёным прямоугольником в нём и золотым орлом Французской империи. После разгрома Наполеона созданные и подчиненные ему итальянские государства распались, и о зелёно-бело-красном триколоре забыли на несколько десятилетий.

Флаг Транспаданской республики (1796—1797)
Флаг Циспаданской республики (1796—1797)
Флаг Цизальпинской республики (1797—1802)
Флаг Итальянской республики (1802—1805)
Флаг Итальянского королевства (1805—1814)

После 1830 года флаг в форме французского «триколора», но с зелёной полосой вместо синей стали применять революционные движения, боровшиеся за свободу единой Италии. Именно под этим флагом произошло объединение Италии во главе с монархом Сардинского королевства Виктором Эммануилом II — король утвердил его в качестве национального (этнического) в 1848 году, объявив курс на объединение всех итальянских государств. Этот же «триколор» был взят за основу для государственного флага Сардинского королевства, на котором дополнительно поместили на белую полосу геральдический щит герба Савойской династии.
В объединённом Итальянском королевстве (1861—1946) в качестве национального [этнического] флага был принят всё тот же вертикальный зелёно-бело-красный «триколор» без герба, а в качестве государственного флага Королевства Италия — государственный флаг Сардинского королевства 1848 года. Однако вскоре данный государственный флаг подвергся небольшому изменению — во избежание слияния белого и красного цветов герба с такими же цветами на флаге на династический герб была добавлена синяя кайма. Государственный флаг Итальянского королевства являлся одновременно и его военно-морским флагом.
Несмотря на вполне официальное использование вышеутверждённых государственных символов, закон о государственном флаге Королевства Италия отсутствовал как таковой до 1925 года (такой закон существовал только для военных знамён), и лишь в 1925 году законодательно были определены вид государственного и национального флагов (последний был утверждён и в качестве гражданского), сохранивших свой вид без существенных изменений, лишь на государственном флаге добавилась королевская корона над гербовым щитом.
В 1946 году, в связи с ликвидацией монархии в стране и создании республики, Савойский герб с полотнища государственного флага убрали, тем самым приведя государственный, гражданский и национальный [этнический] флаги к единообразию. Впрочем, аналогичный флаг был утверждён ещё в 1943 году в образованной германскими оккупационными властями Итальянской социальной республики.

Флаг Сардинского королевства в 1816—1848 годах
Национальный (этнический) (1861—1946) и гражданский (1925—1946) флаг Королевства Италия
Государственный флаг Королевства Италия (1861—1925)
Государственный флаг Королевства Италия с 1925 года
Военный флаг Итальянской социальной республики (1943—1945)

В 1922 году, после установления в Италии фашистского режима Муссолини, государственный флаг не изменился, однако появились новые флаги фашистских и имперских институтов власти. В качестве основного символа итальянского фашизма были выбраны фасции ликторов Древнего Рима. Флаг правящей национальной фашистской партии представлял собой чёрное полотнище с золотой фасцией в его центре. Флаг Дуче (председателя Совета министров Королевства Италия) имел синее полотнище с золотой каймой и также золотой фасцией в середине. На некоторых флагах итальянских колоний присутствовала одновременно символика Савойского дома и фасций либо местная символика и фасции, как в случае с флагом Албанского Королевства, оккупированного Италией в 1939 году.

Флаг Национальной фашистской партии
Флаг первого министра Италии (1927—1943)
Флаг вице-короля Итальянской Восточной Африки
Флаг Королевства Албания под итальянской оккупацией (1939—1943)

6 июля 2005 года парламент Италии принял закон, в соответствии с которым в Италии за надругательство над национальным флагом будут взыскивать штраф от 1000 до 1500 евро.

## Размер и цвета

Флаг Италии (1946—2003)
Флаг Италии (2003—2006)

В 2003 году правительством были определены точные цвета итальянского флага, однако выбранные оттенки вызвали горячую дискуссию и позже были изменены. Окончательный вариант был утвержден в 2006 году.
| Схема                  | Зелёный      | Белый        | Красный       |
| ---------------------- | ------------ | ------------ | ------------- |
| Цветовая модель Пантон | Fern Green   | Bright White | Flame Scarlet |
| CMYK                   | 100-0-100-45 | 0-0-0-0      | 0-100-100-0   |
| RGB                    | 0-146-70     | 241-242-241  | 206-43-55     |
| HTML                   | #009246      | #F1F2F1      | #CE2B37       |

Отношение сторон флага — 2:3, полосы одинаковой ширины.